# Bismita
La bismita, también conocida como ocre de bismuto, es el nombre común que recibe la forma mineral del óxido de bismuto (III), Bi2O3.
Su nombre alude a su elevado contenido en bismuto, que alcanza casi el 90%.

## Descubrimiento
En 1753, el mineralogista sueco Johan Gottschalk Wallerius identificó la bismita en filones cobalto-níquelíferos de la mina Schneeberg en los montes Metálicos (Sajonia, Alemania). Aparece en su Mineralogie,  traducida en París por el barón Paul Henri Thiry d'Holbach, apóstol de la filosofía materialista.
Como mineral fue descrito oficialmente en 1868, a partir de muestras tipo bolivianas (n.º 97831) que se conservan en la Universidad de Harvard, en Cambridge (Massachusetts, EE. UU.).

## Propiedades
La bismita tiene color amarillo verdoso, amarillo grisáceo o amarillo. Es un mineral entre transparente (en fragmentos muy pequeños) y translúcido, de brillo adamantino. Tiene una dureza de 4,5 en la escala de Mohs —entre la de la fluorita y el apatito— y una densidad media de 9 g/cm³.
Es dimorfo de la sphaerobismoíta, de igual fórmula química; pero mientras que este mineral cristaliza en el sistema tetragonal, la bismita lo hace en el sistema monoclínico, clase prismática.

## Morfología y génesis

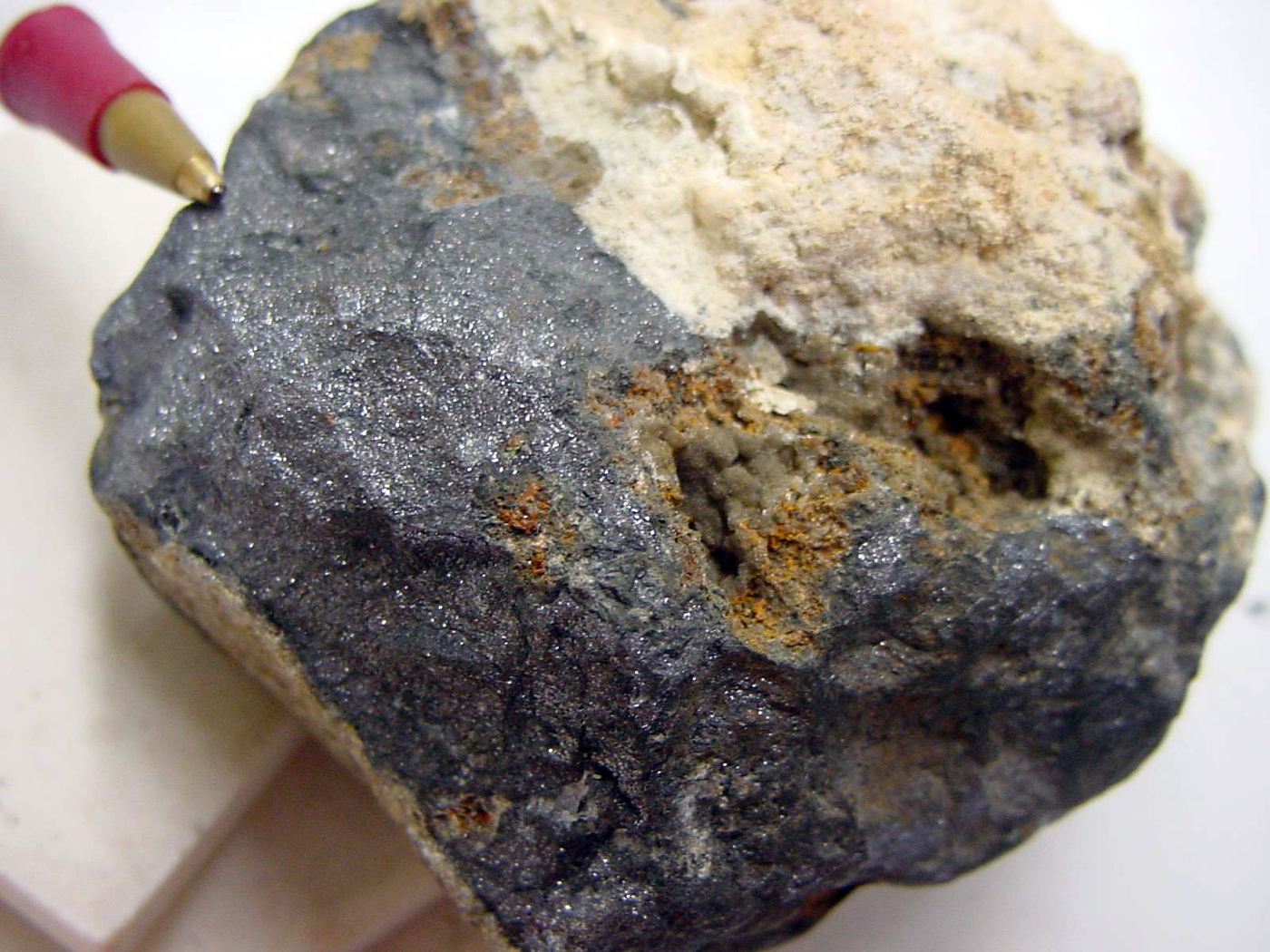
Bismita de la Universidad Brigham Young (Estados Unidos); origen desconocido.

El hábito cristalino de la bismita puede ser terroso, con una textura opaca similar a la de la arcilla. Aunque también puede tener aspecto pulverulento —formando una masa polvorienta, suelta y poco coherente— o escamoso.
Aparece como producto de oxidación del bismuto, pudiendo estar asociada, además de al metal nativo, a bismutita y casiterita.

## Yacimientos
La localidad tipo se emplaza en mina Colavi (provincia de Cornelio Saavedra, departamento de Potosí), en Bolivia. En este mismo país hay yacimientos en el embalse de Incachaca (provincia de Murillo) y en La Unión (provincia de Los Andes), ambos en el departamento de La Paz. Asimismo, en el Nevado de Palermo (Argentina), la pegmatita El Quemado contiene bismita, además de bismutita y bismutinita.
Norteamérica cuenta con numerosos yacimientos, como los de Utah (en Eureka y Gold Hill) y California (en Rincón, Ramona y Pala). En México se ha hallado bismita en la mina El Carmen, en Santa María del Oro (Durango).
En España se ha encontrado este mineral en la región de Madrid (Valdemanco, La Cabrera y Garganta de los Montes); también en Baza (Granada), en la mina del Tesorero, que desarrolló una intensa actividad a finales del siglo XIX y principios del siglo XX antes de cerrar definitivamente en 1923. En la mina Cogolla Alta, en Belalcázar (Córdoba)la bismita aparece como pseudomrofosis de cristales de bismutinita.